# Infernal (Phideaux album)
Infernal is het negende studioalbum van Phideaux.

## Inleiding
In de periode 2003 tot 2011 bracht deze artiest regelmatig albums in eigen beheer uit. In 2011 stokte de productie, alhoewel Phideaux in 2013 al aangaf dat dit album klaar was. Wat volgde was vertraging na vertraging. In 2015 werden de teksten op facebook geplaatst, het album werd aangekondigd in 2016, in mei 2018 gaf de artiest aan dat alles printklaar was, In 2018 werd er ook een EP uitgegeven. De nieuwe deadline voor het totale augustus werd net aan gehaald. Eind augustus was het album tegen kostprijs downloadbaar, in op 31 augustus 2018 volgde het fysieke exemplaar. 
Infernal is het sluitstuk van een trilogie voorafgegaan door The Great Leap (2006) en Doomsday Afternoon (2009). De trilogie gaat qua tekst over misdragingen van overheden en religies als ook de klimaatcrisis. Ondanks deze “zware thematiek” hield Phideaux de muziek licht. Phideaux ging met dit album door op de ingeslagen weg, heldere melodielijnen en zang, ritme-, maat en stemmingswisselingen, akoestische tegenover elektronische muziek. Het gehele album is opgenomen in de Firehiouse Recording Studios op enkele zangstemmen na (Kitten Robot Studios}. Owen Davies van Dutch Progressive Rockpages hoorde invloeden van zeer uiteenlopende aard: Pink Floyd, The Beatles, Jon Anderson, Genesis, King Crimson en ook Alice Cooper.   
Het album werd gestoken in een hoes van Molly Ruttan, die zich volgens het boekwerkje liet inspireren door Hieronymus Bosch en Salvador Dalí

## Musici
- Xavier Phideaux – piano, gitaren, zang
- Rich Hutchins – drumstel
- Ariel Farber – viool, zang
- Valerie Gracious – zang
- Mathew Kennedy – basgitaar
- Gabriel Moffat – dobro, gitaren
- Linda Rutton Moldawsky, Molly Ruttan – zang
- Markus Sherkus – toetsinstrumenten
- Johnny Unicorn – saxofoon, toetsen, zang

Met
- Andy Campou – trompet
- Stefanie Fife – cello
- Frank Valentini – handgeklap
- Doug Moldawsky, Nina Moldowsky, Caroline Oster, Mary Kelly Weir - achtergrondzang

## Muziek
| Nr. | Titel                                | Duur |
| --- | ------------------------------------ | ---- |
| 1.  | Cast out and cold (Phideaux)         | 5:33 |
| 2.  | The error lives on (Phideaux)        | 7:15 |
| 3.  | Crumble (Phideaux)                   | 0:58 |
| 4.  | Inquisitor (Phideaux)                | 8:22 |
| 5.  | We only have eyes for you (Phideaux) | 4:00 |
| 6.  | Sourdome (Phideaux)                  | 1:31 |
| 7.  | The walker (Phideaux)                | 4:39 |
| 8.  | Wake the sleeper (Phideaux)          | 1:30 |
| 9.  | C99 (Phideaux)                       | 3:25 |
| 10. | Tumbleweed (Phideaux)                | 4:59 |

| Nr. | Titel                                       | Duur  |
| --- | ------------------------------------------- | ----- |
| 1.  | The order of protection (part 1) (Phideaux) | 4:35  |
| 2.  | Metro deathfire (Phideaux)                  | 4:58  |
| 3.  | Transit (Phideaux)                          | 1:14  |
| 4.  | In dissonance we play (Phideaux)            | 2:49  |
| 5.  | The sleepers wake (Phideaux)                | 5:22  |
| 6.  | The order of protection (part 2) (Phideaux) | 4:34  |
| 7.  | From hydrogen to love (Phideaux)            | 14:04 |
| 8.  | Eternal (Phideaux)                          | 5:46  |
| 9.  | Endgame-An end (Phideaux)                   | 3:30  |